# Vallarsa
Vallarsa est une commune italienne d'environ 1 300 habitants située dans la province autonome de Trente, dans la région du Trentin-Haut-Adige, dans le Nord-Est de l'Italie.

## Géographie
Le lac de Speccheri se situe sur le territoire communal.

## Culture
- Museo della civiltà contadina (Musée de la civilisation paysanne) : musée exposant les outils, mobiliers et témoignages de la vie paysanne de la vallée.

## Administration
| Période                                  | Période | Identité     | Étiquette                    | Qualité |
| ---------------------------------------- | ------- | ------------ | ---------------------------- | ------- |
|                                          |         | Geremia Gios | Lista civica (centre-gauche) |         |
| Les données manquantes sont à compléter. |         |              |                              |         |

### Hameaux
Albaredo, Anghebeni (it), Arlanch (it), Aste, Bruni, Busa, Bastianello, Camposilvano (it), Costa, Cumerlotti, Cuneghi, Dosso, Fontana, Foppiano, Foxi, Lombardi, Matassone, Nave, Obra, Ometto, Parrocchia, Piano, Pezzati, Raossi (siège municipal), Riva, Robolli, Sant'Anna, Sega, Sich, Sottoriva, Speccheri, Staineri, Valmorbia, Zanolli, Zocchio.

### Communes limitrophes
Les communes limitrophes sont  Ala, Recoaro Terme, Rovereto, Trambileno et Valli del Pasubio.

## Personnages liés à la commune
- Alice Rachele Arlanch (1995), Miss Italie 2017.

## Jumelages
- Carlat (France) depuis 2010, afin de rendre hommage à Carla Bruni, par juxtaposition des deux noms avec la paroisse de Bruni[2].